# João de Andrade Corvo
João de Andrade Corvo (Torres Novas, 30 de janeiro de 1824 — Lisboa, 16 de fevereiro de 1890) foi Ministro dos Negócios Estrangeiros de Portugal de 13 de setembro de 1871 a 29 de janeiro de 1878, durante o governo de Fontes Pereira de Melo. Nesse período também acumulou a pasta da Marinha e Ultramar de 1872 a 1877. Frequentou o Colégio Militar e fez estudos de Medicina, Engenharia, Matemática e Ciências Naturais. Tem uma rua com o seu nome em Lisboa e Sintra.

## Primeiros Anos no Governo
Iniciou a sua carreira política como deputado em 1865, tendo assumido no ano seguinte a pasta das Obras Públicas, Comércio e Indústria, ministério onde contribuiu para o desenvolvimento da rede ferroviária nacional. Em outubro de 1869 foi enviado para Madrid para excercer o cargo de Cônsul de Portugal, tendo lá permanecido até junho de 1870, quando recebeu ordens de regressar pelo novo governo saído do golpe militar de 19 de maio de 1870.

## Políticas de Andrade Corvo
Durante o seu Ministério, Andrade Corvo procurou executar uma política de diversificação das alianças de Portugal, reafirmando a tradicional aliança aliança Luso-Britânica, estreitando laços com a Espanha e estabelecendo relações com os Estados Unidos da América, que ele considerava a grande potência do futuro.
Para resolver as diferenças com o Reino Unido, Andrade Corvo desenhou uma política denominada tripolar que passava pela resolução de três pontos de atrito entre os dois países:
- Conflito no Zaire
- Questão da Índia
- Questão de Lourenço Marques

## Atividade literária
Andrade Corvo escreveu um romance histórico, Um Ano na Corte, publicado em 4 volumes em 1850/1851, cuja ação decorre na corte portuguesa à volta dos eventos que levaram à deposição de Afonso VI.
Fundou e dirigiu o jornal A Época  (1848-1849) juntamente com Rebelo da Silva. Colaborou na Revista Universal Lisbonense (1841-1859), na Revista Contemporânea de Portugal e Brasil (1859-1865) e no periódico Lisboa creche: jornal miniatura (1884).

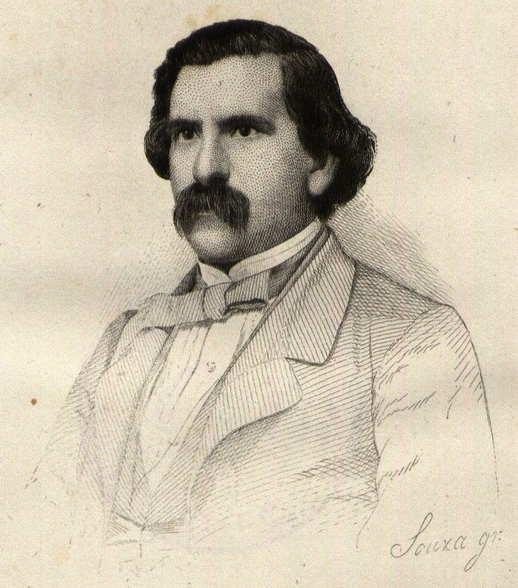
Gravura de João de Andrade Corvo (Revista contemporânea de Portugal e Brasil, setembro de 1860).

## Obras[6]
- "Amor com amor se paga: proverbio em um acto" publicado em 1849.
- "Botânica elementar" publicado em 1850.
- "Um anno na corte" publicado em 1850 na Revista Universal e em 1850 (I e II tomos) e 1851 (III e IV tomos) em livro (romance).
- "Um conto ao serão" peça de teatro publicada em 1852.
- "Memória sôbre a mangra, ou doença das vinhas, nas ilhas da Madeira e Pôrto Santo" publicado em 1855.
- "O Astrologo" peça de teatro estreada em 1859. (eBook)
- "O Aliciador" peça de teatro estreada em 1859. (eBook)
- a colectânea "Theatro de João d'Andrade Corvo. I. O Alliciador.-O Astrologo" publicada em 1859.
- "Estudos económicos e higiénicos sôbre arrozais" publicado em 1859 (relatório apresentado por uma comissão especilizada chefiada por Andrade Corvo para responder a um estudo encomendado pelo ministro do Reino).
- "A instrução pública", discurso dado nas sessões de 9, 10 e 11 de Abril de 1866 da Câmara dos Deputados portuguesa.
- "Conferência feita na Associação Central da Agricultura Portuguesa" publicado em 1867.
- "A questão do caminho de ferro do Sueste" publicado em 1868.
- "Perigos" publicado em 1870.
- "O sentimentalismo" publicado em 1871 com 318 páginas (miscelânia de cartas e contos).
- "Negócios externos; relatórios e documentos apresentados às côrtes na sessão legislativas de 1872" publicado em 1872[7].
- "O livro do lavrador" publicado em 1873 em Portugal, colónias portuguesas e Brasil.
- "Relatório da administração ultramarina e naval" publicado em 1875.
- "A Agricultura e a natureza publicado em 1880.
- "Physica popular" publicado em 1880.
- "Da agua para as regas" publicado em 1881.
- "Química popular" publicado em 1881.
- "Economia politica para todos" publicado em 1881.
- primeira edição do até então inédito "Roteiro de Lisboa a Goa"[8] de D. João de Castro publicado em 1882 com 428 páginas.
- "Os motores na indústria e na agricultura" publicado em 1883.
- "Estudo sôbre as provincias ultramarinas"[9] publicados em quatro tomos (1º e 2º em 1883, 3º em 1884 e 4º em 1887)[10] pela Academia Real das Ciências de Portugal.
- "Contos em viagem I - Phantasias philosophicas de D. Facundo primigenius, conto prologo" publicado em 1883[11].
- "As machinas agrícolas" (sem data de publicação).
- "Relatório e projecto de lei sôbre o comércio de cereais" (sem data de publicação).
- "Relatório sôbre a exposição de Paris, agricultura" (sem data de publicação).
- "As irrigações" (sem data de publicação).

Andrade Corvo foi ainda autor de inúmeros artigos sobre temáticas científicas, económicas, políticas e culturais em várias revistas e jornais portugueses da altura como os Annaes das Sciencias e das Letras, a Revista Universal Lisbonnense, Mosaico, Jornal do Comércio, A Epocha e Archivo Universal. O opúsculo anónimo "Falou a oposição", publicado em Lisboa em 1849, também lhe foi atribuído mas isso nunca foi confirmado.